# La piccola principessa (film 1995)
La piccola principessa (A Little Princess) è un film del 1995 diretto da Alfonso Cuarón.
Si tratta di un film per famiglie, interpretato da Eleanor Bron, Liam Cunningham (in un doppio ruolo) e Liesel Matthews nel ruolo di Sara Crewe. Vanessa Lee Chester, Rusty Schwimmer, Arthur Malet e Errol Sitahal hanno dei ruoli secondari.
Ambientato durante la Prima guerra mondiale, narra la storia di una ragazzina che viene relegata ad una vita di servitù in un collegio di New York dalla direttrice dello stesso, dopo aver ricevuto la notizia che suo padre è stato ucciso in combattimento. Liberamente ispirato al romanzo La piccola principessa di Frances Hodgson Burnett, si tratta del terzo adattamento cinematografico della storia, ed è stato fortemente influenzato dalla versione cinematografica del 1939, prendendosi anche delle libertà creative rispetto alla storia originale. Quando il papà muore Sara è una ragazza di 10 anni che vive in India e sa  parlare il francese  
Sebbene non sia stato un successo al botteghino, il film è stato acclamato dalla critica e ha ricevuto vari riconoscimenti, come due nomination all'Oscar per i suoi significativi successi nella direzione artistica e nella cinematografia, tra gli altri aspetti della sua produzione. Si rivelò inoltre un successo di vendite al momento della sua distribuzione in home video.

## Trama
Sara Crewe è la giovane figlia del capitano Richard Crewe, un ricco e onesto aristocratico che vive in India. La madre di Sara è morta insieme all'altra sua figlia non ancora nata quando Sara era molto piccola. Quando suo padre si offre volontario per combattere per gli Inglesi come ufficiale nella Prima guerra mondiale, Sara deve lasciare la sua amata casa d'infanzia e gli amici. Il capitano Crewe la iscrive ad un collegio femminile a New York e istruisce la perfida direttrice Miss Maria Minchin a non risparmiare alcuna spesa, assicurandosi che sua figlia si senta a suo agio mentre lui è via. Le ha riservato la suite più grande della scuola e regala a Sara un medaglione speciale con la foto di sua madre e una bambola francese di nome Emily: se Sara si sentirà sola e vorrà parlargli, dovrà parlare con Emily e lui la sentirà.
Sebbene Sara trovi le regole molto cattive e l'atteggiamento brusco di Miss Minchin soffocante, diventa rapidamente popolare tra le ragazze tra cui l'ingegnosa Ermengarde e la piccola Lottie e con la cameriera del retrocucina Becky, per la sua gentilezza e il suo forte senso dell'immaginazione, ma allo stesso tempo si attira l'antipatia di Lavinia, che diventa invidiosa di Sara, in quanto fino a quel momento era lei la studentessa più ricca del collegio. Sara scrive regolarmente delle lettere a suo padre, che sono una grande fonte di felicità per lui sul campo di battaglia.
A causa di un corpo erroneamente identificato, il Capitano Crewe viene dichiarato morto quando in realtà è gravemente ferito e soffre di amnesia. Il governo britannico sequestra la sua compagnia e i suoi beni. Cosa alquanto inspiegabile e poco chiara, poiché Sara, che è la figlia legittima di Crewe, tutta la sua eredità sarebbe dovuta passare a lei. Quando Miss Minchin scopre la notizia, è furiosa. Dal momento che Sara è ora senza un soldo e non ha parenti conosciuti, la direttrice dà a Sara un'alternativa: finire in mezzo alla strada oppure lavorare per lei nel collegio pur di avere un letto e un tetto in cui ripararsi e Sara sceglie di rimanere pur di non finire in strada. Miss Minchin decide di confiscare tutti i beni di Sara, compreso il suo medaglione, come risarcimento per le sue perdite finanziarie e di trasferirla in soffitta per lavorare come serva con Becky lasciandole solo il suo libro e la sua bambola.
Nel frattempo, l'anziano vicino Charles Randolph ha ricevuto la notizia che suo figlio John, che sta anch'egli combattendo in Europa, è scomparso in azione. Gli viene chiesto di identificare un soldato che soffre di amnesia, ma è amareggiato nello scoprire che non è John. Il suo saggio assistente indiano Ram Dass lo incoraggia comunque ad accogliere l'uomo, suggerendogli che potrebbe sapere cosa è successo a suo figlio.
Sebbene la sua vita sia triste, Sara rimane generosa e continua a mantenere la sua convinzione che tutte le ragazze siano principesse. Passa così le serate a raccontare delle favole a Becky. Lavinia decide di approfittare dell'attuale situazione di Sara per umiliarla quando la ragazzina entra in camera sua per pulirla, ma Sara stufatasi del suo carattere snob e pretenzioso per tutta risposta le lancia una finta maledizione, facendole credere che ciò le avrebbe fatto perdere i capelli se avesse provato a pettinarsi. Lavinia inizialmente non ci crede, ma una sera, dopo aver provato a pettinarsi i capelli, vedendo dei rimasugli di capelli sul pettine finisce col credere che la maledizione sia vera e ne rimane terrorizzata. Nel frattempo Ram Dass. mentre si occupa del padre di Sara, riconosce dal linguaggio il domestico indiano e si domanda se riuscirà a riacquistare la memoria; Ram Dass conferma che un giorno ci riuscirà lasciando intuire che sa chi è in realtà.
Quando le allieve della scuola salgono di soppiatto in soffitta per andare a trovare Sara vengono a conoscenza di quanto le è accaduto: la direttrice le ha sottratto maleducatamente il suo medaglione. Così il giorno successivo, approfittando dell'assenza di Miss Minchin per un impegno, con l'aiuto di Lottie che si mette a strillare a squarciagola, distraendo Amelia, la sorella della direttrice, le allieve riescono a intrufolarsi nell'ufficio della direttrice e recuperare il medaglione per riportarlo a Sara quella stessa sera. Dopo essere riuscite a restituirglielo, mentre parlano tutte insieme, vengono colte sul fatto da Miss Minchin, ma Sara protegge le amiche, dicendo che è stata lei a invitarle. A quel punto Miss Minchin sfodera tutta la sua cattiveria, provocando ancora Sara, sfidandola a credere di essere ancora una principessa. Ma quando Sara si oppone, dicendo che tutte le ragazze (compresa se stessa) sono principesse nonostante le loro miserabili vite, minaccia con rabbia furibonda di buttarla fuori in strada se scoprirà di nuovi incontri con le allieve.
Dopo che Miss Minchin si precipita fuori, per distrarli dalla loro fame, Sara e Becky immaginano un enorme banchetto e di indossare dei vestiti bellissimi, cose come un piacevole fuoco che arde nella griglia. Il giorno dopo si svegliano per scoprire che il sogno si è avverato, grazie a Ram Dass, che si rivela essere un mago dotato di poteri magici. Avendo sentito ciò che desideravano le due bambine e vedendo le loro condizioni misere, aveva deciso di esaudirle, oltre a sapere segretamente che l'ospite del suo padrone è il padre di Sara. Nello stesso tempo Amelia innamorata di Francis, il lattaio della città, decide su consiglio di Sara di abbandonare il collegio e scappare con l'uomo che ama, essendosi stancata dell'infida sorella che ha sempre maltrattato anche lei.
Quando Miss Minchin si accorge che il medaglione di Sara è scomparso (in quanto era stato recuperato dalle amiche di Sara per restituirglielo), va nella stanza di Sara e la affronta furiosamente. Dopo aver scoperto tutte le raffinatezze lasciate da Ram Dass, Miss Minchin accusa ingiustamente malissimo Sara di aver rubato alla scuola e convoca la polizia. Con l'aiuto di Becky, Sara evita per un pelo l'arresto, arrampicandosi pericolosamente verso la casa di Randolph. Non essendo riuscita a catturare Sara, la sleale Miss Minchin insiste che la polizia arresti Becky per aver interferito con loro.
Mentre si nasconde dalla polizia, Sara incontra il soldato ospite del signor Randolph e riconosce così suo padre. Il capitano Crewe, sebbene solidale con la ragazza, non la riconosce affatto. Mentre lei cerca di farlo ricordare, Miss Minchin e la polizia arrivano con Ram Dass e il signor Randolph. Sebbene Miss Minchin riconosca chiaramente Crewe, temendo di finire arrestata per i maltrattamenti inflitti a Sara afferma che lei non ha padre e ordina agli agenti di polizia di prenderla. Mentre la polizia sta per portare via Sara e Becky, Crewe sentendo le urla disperate di Sara che gli supplica aiuto e grazie alla magia di Ram Das riacquista la memoria e salva sua figlia. L'atterita Miss Minchin, rendendosi conto di essere stata sconfitta, se ne va infuriata sotto la pioggia mentre Crew riabbraccia la dolce Sara; stessa cosa fa con Becky per aver aiutato Sara fino all'ultimo. 
Qualche tempo dopo, il capitano Crewe ha chiarito le cose con i superiori di Miss Minchin e la banca. La ricchezza della famiglia Crewe viene loro restituita e adottano Becky. Il collegio viene affidato al signor Randolph, e grazie ai suoi sforzi, questo diventa un posto molto migliore per le ragazze. Il capitano Crewe ricorda di aver conosciuto il figlio del signor Randolph e gli comunica di averlo visto morire in combattimento. Crewe, venuto a conoscenza dei maltrattamenti che Miss Minchin aveva inflitto a Sara e Becky, arrabbiatissimo, la fa licenziare e di conseguenza Miss Minchin perde il suo titolo e la sua posizione, finendo in totale povertà. Lavorerà come spazzacamino per un ragazzo che aveva precedentemente maltrattato.
Il film si chiude con Sara e Becky che salutano felicemente le loro ex compagne di classe tra cui Lavinia, che, pentitasi delle sue azioni scorrette, le chiede scusa e l'abbraccia, cosa che non aveva mai fatto con nessuno, in segno di perdono e rispetto e come forma di amicizia. Sara, capendo che Lavinia si è pentita, la perdona e ne diventa amica, salutandola affettuosamente, mentre la loro carrozza parte dalla scuola e la famiglia torna felicemente in India.

## Distribuzione
Il film ha debuttato nei cinema statunitensi il 10 maggio 1995, mentre in Italia è stato distribuito direttamente in videocassetta dalla Warner Home Video nel 1996.

## Riconoscimenti
- 1996 – Premio Oscar
  - Nomination Miglior scenografia a Bo Welch e Cheryl Carasik
  - Nomination Miglior fotografia a Emmanuel Lubezki